# Eduard Rosenbaum
Eduard Rosenbaum (né le 26 juillet 1887 à Hambourg, mort le 22 mai 1979 à Londres) est un économiste et bibliothécaire allemand.

## Biographie
Eduard Rosenbaum obtient l'abitur à Hambourg. En 1906, il commence des études de macroéconomie et de droit dans les universités de Munich, Berlin, Strasbourg et Kiel. En 1910, il obtient un doctorat avec le soutien de Bernhard Harms et Ferdinand Lassalle. Il travaille dans une société d'import-export à Hambourg et en 1913 comme professeur assistant à l'Institut d'économie mondiale de Kiel jusqu'en novembre puis revient à Hambourg pour être dans la chambre de commerce. En 1919, il devient président de la Commerzbibliothek.
Après la fin de la Première Guerre mondiale, Rosenbaum participe à titre d'expert dans la délégation allemande au traité de Versailles. Il écrira un livre critique de ce traité. De 1921 à 1927, Rosenbaum enseigne à l'université de Hambourg. De 1928 à 1933, il est le directeur du journal Wirtschaftsdienst, pour lequel il avait écrit des articles.
Au cours du Troisième Reich, Rosenbaum subit l'antisémitisme. Il doit démissionner de son poste de bibliothécaire. En avril 1934, il est mis à la retraite. L'année suivante, il quitte l'Allemagne avec se famille grâce au soutien de John Maynard Keynes. À la London School of Economics, il travaille d'abord comme bibliothécaire et le sera jusqu'à sa retraite en 1952.
Rosenbaum, qui connaît Albert Ballin, Max Warburg, Walther Rathenau, Ernst Robert Curtius et Martin Buber, reste proche de la chambre de commerce de Hambourg. Après la Seconde Guerre mondiale, il revient souvent à Hambourg et s'intéresse aux lieux où il a œuvré. Rosenbaum fait campagne tout au long de sa vie pour la compréhension entre les Allemands et les Anglais. Pendant la guerre, deux de ses cinq frères et sœurs sont morts dans les camps de concentration.